# CYTH2
Cytohesin-2 es una proteína que en los humanos está codificado por el gen CYTH2.

## Función
La citohesina-2 (CYTH2), anteriormente conocida como homología de Pleckstrin, Sec7 y dominios en espiral / espiral 2 (PSCD2), es un miembro de la familia de las citohesinas. Los miembros de esta familia tienen una organización estructural idéntica que consta de un motivo de espiral en espiral N-terminal, un dominio Sec7 central y un dominio de homología de pleckstrina (PH) C-terminal. El motivo en espiral está involucrado en la homodimerización, el dominio Sec7 contiene actividad de proteína de intercambio de guanina-nucleótido (GEP), y el dominio PH interactúa con fosfolípidos y es responsable de la asociación de CYTH con membranas. Los miembros de esta familia parecen mediar en la regulación de la clasificación de proteínas y el tráfico de membranas. CYTH2 exhibe actividad GEP in vitro con ARF1, ARF3 y ARF6. La proteína CYTH2 es 83% homóloga a CYTH1. Se han encontrado dos variantes de transcripción que codifican diferentes isoformas para este gen.

## Interacciones
CYTH2 ha sido mostrado para interaccionar con Arrestin beta 2 y Arrestin beta 1. 